# Topa Mică
Topa Mică – wieś w Rumunii, w okręgu Kluż, w gminie Sânpaul. W 2011 roku liczyła 276 mieszkańców.